# District de Minamimatsuura
Minamimatsuura (南松浦郡, Minamimatsuura-gun) est un district (郡, gun) de la préfecture de Nagasaki. Il forme une partie des îles Gotō et comprend le bourg de Shinkamigotō.
Au 1er janvier 2009, le district a une population estimée à 22 893 habitants et une densité de 107 personnes par km2. La superficie totale est de 213,97 km2. Il fait partie des îles Gotō.

## Villes et villages
- Shinkamigotō

## Histoire

### Avant la création du district
À partir de la première année de l'ère Meiji, le contrôle de la dernière zone Hongu de Matsuura-gun est le suivant. En plus de ce qui suit, Shimogoto est répertorié comme le territoire du domaine Hirado mais les détails sont inconnus (18 communes).
| Territoires            | Territoires                         | Nombre de villages | Nom des villages |
| ---------------------- | ----------------------------------- | ------------------ | --- |
| Territoire du shogunat | Territoire de Hatamoto (M. Goshima) | 5 villages         | Tomie, Uonome, Aokata, Kita Kabashima, Minami Kabashima                                                                        |
| Territoire du clan     | Clan Hizen                          | 13 villages        | Fukue, Sakiyama, Ohama, Motoyama, Kishiku, Mitsui Raku, Tamanoura, Hisakajima, Narushima, Hinoshima, Wakamatsu, Narao, Arikawa |

- Quatrième année de l'ère Keiō (1868) : le territoire de Hatamoto devient le territoire du clan Fukue.
- Première année de l'ère Meiji : le village de Kabashima est fusionné avec le village de Kabashima (17 communes).
- Quatrième année de Meiji (1871) :
  - 14 juillet (29 août 1871) : entrée sous la juridiction de la préfecture de Fukue en raison de l'abolition du clan féodal ;
  - 14 novembre (25 décembre 1871) : entrée sous la juridiction de la préfecture de Nagasaki en raison de la première intégration préfectorale.

### Après la création du district
- 28 octobre 1878 : Minamimatsuura-gun est créé en tant que division administrative dans la région de Fukue-mura avec d'autres villages de Matsura-gun, en raison de l'application de la loi sur l'organisation des districts et des villes et villages dans la préfecture de Nagasaki, pour un total de 17 localités. Le bureau du comté est installé dans le village de Fukue.
- 1885 (19 localités) :
  - une partie du village de Fukue (canton de Heizo, canton d'Okuura, canton de Togi) est séparée en village d'Okuura ;
  - une partie du village de Wakamatsu (canton de Dodoi, canton d'Inosetogo, canton de Tsuzukihamanourago, canton de Mikaura, canton d'Imazatogo) est séparée en village de Hamanoura.
- Dix-neuvième année de l'ère Meiji (1886) : une partie du village d'Uonome (Ogushigo, Tatekushigo, Tsuwazakigo) et une partie du village d'Aokata (Sonego) sont séparées en village de Kitauonome (20 communes).

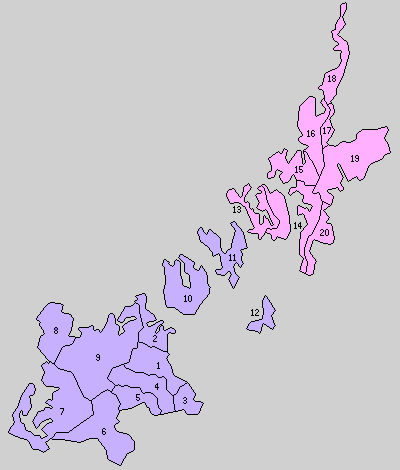
1. Village de Fukue. 2. Village d'Okuura. 3. Village de Sakiyama. 4. Village de Motoyama. 5. Village d'Ohama. 6. Village de Tomie. 7. Village de Tamanoura. 8. Village de Miiraku. 9. Village de Kijuku. 10. Village de Kugashima. 11. Village de Narushima. 12. Village de Kabashima. 13. Village de Hishima. 14. Village de Wakamatsu. 15. Village de Hamanoura. 16. Village d'Aokata. 17. Village d'Uome. 18. Village de Kita Uome. 19. Village d'Arikawa. 20. Village de Narao (aujourd'hui, violet : ville de Goto ; rose : ville de Shinkamigoto).

- 1er avril 1889 : avec l'application du système ville-village, les villages suivants sont créés (20 communes) :
  - Fukue, Okuura, Sakiyama, Motoyama, Ohama, Tomie, Tamanoura, Mitsui Raku, Kijuku, Hisakajima, Narushima, Kabashima (actuellement ville de Goto), Hinoshima, Wakamatsu, Hamanoura, Aokata, Uonome, Kitauonome, Arikawa, Narao (actuellement ville de Shinkamigoto).
- 1er avril 1897 : le système de district est appliqué.
- 1er octobre 1919 : le village de Fukue applique le système municipal et devient une ville (1 ville et 19 villages).
- 1er septembre 1922 : le village de Tomie applique le système municipal et devient une ville (2 villes et 18 villages).
- 1er avril 1923 : le conseil de comté est aboli. Le bureau du comté survit.
- 1er juillet 1926 : le bureau du comté est aboli et la succursale de Minamimatsuura est établie par la notification no 82 du ministère de l'Intérieur.
- 17 octobre 1932 : le village d'Arikawa applique le système municipal et devient une ville (3 villes et 17 villages).
- 3 novembre 1933 : le village de Tamanoura applique le système municipal et devient une ville (4 villes et 16 villages).
- 3 novembre 1940 : le village de Miiraku applique le système municipal et devient une ville (5 villes et 15 villages),
- Seizième année de l'ère Showa 16 (1941), 7 villes et 13 villages :
  - 1er avril : le village d'Aokata devient une ville après la mise en place du système de ville ;
  - 3 avril : le village de Kishiku devient une ville après la mise en place du système municipal.
- 8 décembre 1943 : le village de Narao applique le système municipal et devient une ville (8 villes et 12 villages).
- 1er avril 1954 : la ville de Fukue, les villages d'Okuura, de Sakiyama, de Motoyama et d'Ohama fusionnent pour former la ville de Fukue et quittent le district (7 villes et 8 villages).
- 1er juin 1956 : la ville d'Aokata et le village de Hamanoura fusionnent pour former la ville de Kamigoto (7 villes et 7 villages).
- 25 septembre : les villages de Wakamatsu et de Hinoshima fusionnent pour former la ville de Wakamatsu (8 villes et 5 villages).
- 30 septembre : la ville de Shin'uonome est créée par la fusion du village d'Uonome et du village de Kitauonome (9 villes et 3 villages).
- 1957 (trente-deuxième année de l'ère Showa) :
  - 31 mars : le village de Kabashima est transféré à la ville de Fukue (9 villes et 2 villages) ;
  - 1er novembre : le village d'Hisakajima est transféré à la ville de Fukue (9 villes et 1 village) ;
  - 3 novembre : le village de Narushima devient la ville de Naru après que le système municipal a été appliqué et la ville renommée (10 communes).
- 1er août 2004 (1 commune) :
  - le 1er août 2004, la ville de Fukue et les villes de Kishiku, Miiraku, Naru, Tamanoura et Tomie ont fusionné pour former la ville de Gotō qui quitte le district ;
  - le 1er août 2004, les villes d'Arikawa, Kamigotō, Narao, Shin'uonome et Wakamatsu fusionnent pour former la nouvelle ville de Shinkamigotō.